# Episodi di A scuola con filosofia
La prima stagione della serie televisiva A scuola con filosofia è stata trasmessa in anteprima in Francia da TF1 tra il 4 settembre 1995 e il 1º marzo 1996.
| nº | Titolo originale             | Titolo italiano | Prima TV Francia  | Prima TV Italia |
| -- | ---------------------------- | --------------- | ----------------- | --------------- |
| 1  | Premier cours                |                 | 4 settembre 1995  |                 |
| 2  | Premier problème             |                 | 5 settembre 1995  |                 |
| 3  | Feu d'artifice               |                 | 7 settembre 1995  |                 |
| 4  | Préservatifs                 |                 | 8 settembre 1995  |                 |
| 5  | Racket                       |                 | 11 settembre 1995 |                 |
| 6  | Le journal intime            |                 | 1995              |                 |
| 7  | Colère                       |                 | 1995              |                 |
| 8  | Graffiti                     |                 | 1995              |                 |
| 9  | Jalousie                     |                 | 1995              |                 |
| 10 | Le jumeau                    |                 | 1995              |                 |
| 11 | Élections                    |                 | 3 novembre 1995   |                 |
| 12 | La campagne électorale       |                 | 1995              |                 |
| 13 | Le délégué                   |                 | 1995              |                 |
| 14 | La nouvelle                  |                 | 21 settembre 1995 |                 |
| 15 | Une amie                     |                 | 22 settembre 1995 |                 |
| 16 | La télé surveillance         |                 | 1995              |                 |
| 17 | Abus de pouvoir              |                 | 29 settembre 1995 |                 |
| 18 | Vengeances                   |                 | 2 ottobre 1995    |                 |
| 19 | L'imprimante                 |                 | 3 ottobre 1995    |                 |
| 20 | Renvoi immédiat              |                 | 5 ottobre 1995    |                 |
| 21 | Cours particuliers           |                 | 6 ottobre 1995    |                 |
| 22 | Le repaire                   |                 | 9 ottobre 1995    |                 |
| 23 | Alerte                       |                 | 1995              |                 |
| 24 | L'indiscrétion               |                 | 10 ottobre 1995   |                 |
| 25 | La paille et la poutre       |                 | 12 ottobre 1995   |                 |
| 26 | L'exposé                     |                 | 13 ottobre 1995   |                 |
| 27 | La pente dangereuse          |                 | 16 ottobre 1995   |                 |
| 28 | Rattrapage                   |                 | 17 ottobre 1995   |                 |
| 29 | Jusqu'au coup                |                 | 19 ottobre 1995   |                 |
| 30 | Un dimanche comme les autres |                 | 20 ottobre 1995   |                 |
| 31 | Rivalité                     |                 | 23 ottobre 1995   |                 |
| 32 | L'anniversaire               |                 | 24 ottobre 1995   |                 |
| 33 | Chagrin                      |                 | 26 ottobre 1995   |                 |
| 34 | La morale selon Maurice      |                 | 27 ottobre 1995   |                 |
| 35 | Sournoisement                |                 | 30 ottobre 1995   |                 |
| 36 | Clairement                   |                 | 31 ottobre 1995   |                 |
| 37 | L'expo                       |                 | 1995              |                 |
| 38 | Agression                    |                 | 1995              |                 |
| 39 | Double correction            |                 | 1995              |                 |
| 40 | Le corbeau                   |                 | 14 novembre 1995  |                 |
| 41 | Faute grave                  |                 | 1995              |                 |
| 42 | Le danger                    |                 | 17 novembre 1995  |                 |
| 43 | L'autorisation               |                 | 20 novembre 1995  |                 |
| 44 | La régente                   |                 | 21 novembre 1995  |                 |
| 45 | Perversion                   |                 | 23 novembre 1995  |                 |
| 46 | Perversité                   |                 | 24 novembre 1995  |                 |
| 47 | Perverse                     |                 | 27 novembre 1995  |                 |
| 48 | Pervertie                    |                 | 28 novembre 1995  |                 |
| 49 | Perdu                        |                 | 30 novembre 1995  |                 |
| 50 | Retrouvé                     |                 | 1º dicembre 1995  |                 |
| 51 | Lassitude                    |                 | 4 dicembre 1995   |                 |
| 52 | Falsification                |                 | 1995              |                 |
| 53 | Reportage surprise           |                 | 1995              |                 |
| 54 | Le remplacant                |                 | 8 dicembre 1995   |                 |
| 55 | Une nouvelle amitié          |                 | 1995              |                 |
| 56 | Zizanie                      |                 | 1995              |                 |
| 57 | Coup de folie                |                 | 1995              |                 |
| 58 | Révélation                   |                 | 15 dicembre 1995  |                 |
| 59 | Méli Mélo                    |                 | 18 dicembre 1995  |                 |
| 60 | En douce                     |                 | 19 dicembre 1995  |                 |
| 61 | Amertume                     |                 | 21 dicembre 1995  |                 |
| 62 | Réparation                   |                 | 22 dicembre 1995  |                 |
| 63 | Le passager clandestin       |                 | 26 dicembre 1995  |                 |
| 64 | Lettres d'amour              |                 | 1995              |                 |
| 65 | Deux coeurs en or            |                 | 1995              |                 |
| 66 | Les murs ont des oreilles    |                 | 2 gennaio 1996    |                 |
| 67 | La proposition               |                 | 4 gennaio 1996    |                 |
| 68 | Le piège                     |                 | 5 gennaio 1996    |                 |
| 69 | La ruse                      |                 | 8 gennaio 1996    |                 |
| 70 | Le spectacle                 |                 | 9 gennaio 1996    |                 |
| 71 | Coup de théâtre              |                 | 11 gennaio 1996   |                 |
| 72 | Sang froid                   |                 | 12 gennaio 1996   |                 |
| 73 | Le sauveur                   |                 | 15 gennaio 1996   |                 |
| 74 | Petite soeur                 |                 | 16 gennaio 1996   |                 |
| 75 | Une tendre amie              |                 | 18 gennaio 1996   |                 |
| 76 | Dernier espoir               |                 | 19 gennaio 1996   |                 |
| 77 | Le discours                  |                 | 22 gennaio 1996   |                 |
| 78 | Drames                       |                 | 23 gennaio 1996   |                 |
| 79 | La revanche                  |                 | 25 gennaio 1996   |                 |
| 80 | La copine                    |                 | 26 gennaio 1996   |                 |
| 81 | L'accident                   |                 | 29 gennaio 1996   |                 |
| 82 | Intérim                      |                 | 1º febbraio 1996  |                 |
| 83 | La colle                     |                 | 2 febbraio 1996   |                 |
| 84 | Attirance                    |                 | 5 febbraio 1996   |                 |
| 85 | Démasqué                     |                 | 6 febbraio 1996   |                 |
| 86 | Indiscrétion                 |                 | 8 febbraio 1996   |                 |
| 87 | Énigme                       |                 | 9 febbraio 1996   |                 |
| 88 | Drôle de convalescence       |                 | 12 febbraio 1996  |                 |
| 89 | Le retour                    |                 | 15 febbraio 1996  |                 |
| 90 | Révocation                   |                 | 16 febbraio 1996  |                 |
| 91 | Le photographe (1ère partie) |                 | 19 febbraio 1996  |                 |
| 92 | Le photographe (2ème partie) |                 | 20 febbraio 1996  |                 |
| 93 | Le secret                    |                 | 22 febbraio 1996  |                 |
| 94 | Malaises                     |                 | 23 febbraio 1996  |                 |
| 95 | Rechute                      |                 | 26 febbraio 1996  |                 |
| 96 | La fuite                     |                 | 27 febbraio 1996  |                 |
| 97 | Le scandale                  |                 | 29 febbraio 1996  |                 |
| 98 | Le dernier jour              |                 | 1º marzo 1996     |                 |